# NGC 1304
NGC 1304 este o galaxie lenticulară situată în constelația Eridanul. A fost descoperită în 5 octombrie 1785 de către William Herschel. Se află la o distanță de 53,46 de megaparseci de Pământ.